# Бусерт, Карл-Хайнц
Карл-Хайнц Бусерт (нем. Karl-Heinz Bußert; род. 8 января 1955[…], Бранденбург-ан-дер-Хафель, Потсдам) — немецкий гребец, выступавший за сборную ГДР по академической гребле в 1970-х и 1980-х годах. Чемпион летних Олимпийских игр в Монреале, пятикратный чемпион мира, победитель многих регат национального и международного значения.

## Биография
Карл-Хайнц Бусерт родился 8 января 1955 года в городе Бранденбург-на-Хафеле, ГДР. Проходил подготовку в Потсдаме в местном спортивном клубе «Динамо».
Впервые заявил о себе в гребле в 1975 году, став серебряным призёром среди двоек в зачёте национального первенства ГДР.
Первого серьёзного успеха на взрослом международном уровне добился в сезоне 1976 года, когда вошёл в основной состав восточногерманской национальной сборной и благодаря череде удачных выступлений удостоился права защищать честь страны на летних Олимпийских играх в Монреале. В составе экипажа, куда также вошли гребцы Вольфганг Гюльденпфеннинг, Рюдигер Райхе и Михаэль Вольфграмм, занял первое место в мужских парных четвёрках и тем самым завоевал золотую олимпийскую медаль. За это выдающееся достижение по итогам сезона был награждён орденом «За заслуги перед Отечеством» в серебре.
После монреальской Олимпиады Бусерт остался в составе гребной команды ГДР и продолжил принимать участие в крупнейших международных регатах. Так, в 1977 году в парных четвёрках он одержал победу на чемпионате мира в Амстердаме. На следующих мировых первенствах 1978 года в Карапиро и 1979 года в Бледе так же был лучшим в программе парных четвёрок.
В 1981 году добавил в послужной список золотую награду, полученную в четвёрках на чемпионате мира в Мюнхене.
На мировом первенстве 1982 года в Люцерне вновь занял первое вместо в парных четвёрках, став таким образом пятикратным чемпионом мира по академической гребле.
В 1983 году на чемпионате мира в Дуйсбурге выиграл серебряную медаль в программе парных четвёрок, пропустив вперёд экипаж из Западной Германии.
Рассматривался в качестве кандидата на участие в Олимпийских играх 1984 года в Лос-Анджелесе, однако Восточная Германия вместе с несколькими другими странами восточного блока бойкотировала эти соревнования по политическим причинам. Вместо этого он выступил на альтернативной регате «Дружба-84» в Москве, где завоевал золотую медаль в четвёрках.
Последний раз показал сколько-нибудь значимый результат на международной арене в сезоне 1985 года, когда в парных четвёрках стал серебряным призёром на чемпионате мира в Хазевинкеле. Вскоре по окончании этих соревнований принял решение завершить карьеру спортсмена.
Впоследствии работал тренером в потсдамском «Динамо», служил в Народной полиции.